# Chester (Connecticut)
Chester és una població dels Estats Units a l'estat de Connecticut. Segons el cens del 2005 tenia 3.832 habitants.

## Demografia
Segons el cens del 2000, Chester tenia 3.743 habitants, 1.510 habitatges, i 1.005 famílies. La densitat de població era de 90,2 habitants per km².
Dels 1.510 habitatges en un 29,7% hi vivien nens de menys de 18 anys, en un 56,9% hi vivien parelles casades, en un 7% dones solteres, i en un 33,4% no eren unitats familiars. En el 28,1% dels habitatges hi vivien persones soles el 13% de les quals corresponia a persones de 65 anys o més que vivien soles. El nombre mitjà de persones vivint en cada habitatge era de 2,38 i el nombre mitjà de persones que vivien en cada família era de 2,93.
Per edats la població es repartia de la següent manera: un 22,3% tenia menys de 18 anys, un 4,4% entre 18 i 24, un 30,1% entre 25 i 44, un 26,1% de 45 a 60 i un 17,2% 65 anys o més.
L'edat mediana era de 42 anys. Per cada 100 dones de 18 o més anys hi havia 91,6 homes.
Cap de les famílies i l'1,3% de la població estaven per davall del llindar de pobresa.

## Poblacions més properes
El següent diagrama mostra les poblacions més properes.